# Somniosus pacificus
Somniosus pacificus, conhecido pelos nomes comuns de tubarão-dormedor-do-pacífico ou tubarão-dorminhoco-do-pacífico, é um peixe cartilagíneo do gênero Somniosus. Este cão-do-mar, enorme e lento, tem um corpo robusto e vive em águas frias a águas temperadas. Em geral atinge 4 metros de comprimento, mas há registo de indivíduos com mais de 6 metros.

## Predadores
De acordo com um estudo publicado em 2011, as orcas marítimas do norte do Pacífico rotineiramente alimentam da espécie, que, aparentemente, consomem unicamente o fígado, descartando possivelmente a carne por considerá-la tóxica.